# Alpheios

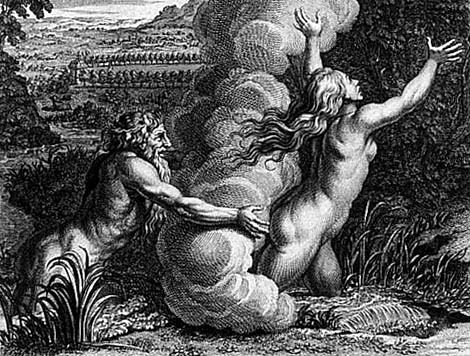
Alpheios försöker fånga vattennymfen Arethusa.

Alpheios (grek. ΑλΦειος) var en flodgud i grekisk mytologi. Han var en av titanerna Okeanos och Tethys 3 000 söner. Han bodde i floden Alfeios (el. Alpheios) som låg i Elis och Arkadien i Peloponessos (södra Grekland).
Alpheios var far till Ortilokhos och Phegeos, antingen som ensam förälder eller tillsammans med Telegone. Han kan även ha varit far till Danais, Myrtoessa och Ankhirhoe.
Alpheios blev förälskad i vattennymfen Arethusa som Artemis förvandlade till en källa. Alpheios simmade då under vattnet för att kunna blanda sitt vatten med hennes.